# Nkimi
Nkimi ist ein Ort und ein Verwaltungsbezirk in Äquatorialguinea. Im Jahr 2005 hatte der Bezirk eine Bevölkerung von 3313 Personen.

## Lage
Die Stadt befindet sich in der Provinz Centro Sur auf dem Festlandteil (Mbini) des Staates.

## Klima
In der Stadt, die sich nah am Äquator befindet, herrscht tropisches Klima.